# Monumento al Papa Juan Pablo II (Denver)
El Monumento al Papa Juan Pablo II, es un monumento conmemorativo que consta de una estatua de bronce que representa al Papa Juan Pablo II, que se encuentra en los jardines laterales de la Catedral Basílica de la Inmaculada Concepción de Denver en la ciudad de Denver (Colorado, Estados Unidos).

## Historia
Es una estatua de tamaño natural que conmemora la visita del Papa Juan Pablo II a Denver en 1993 para la Jornada Mundial de la Juventud. El monumento fue bendecido e inaugurado por el arzobispo Charles J. Chaput, el 17 de mayo de 2009. La estatua fue instalada el 2 de abril de ese año, en el cuarto aniversario de la muerte del fallecido Pontífice. La escultura se alza sobre una base de granito.
El monumento fue realizado por el escultor polaco Jacek Osadczuk.